# 稲垣澪
稲垣 澪（いながき れい、1998年5月15日 - ）は、日本のK-1選手。総合格闘家。埼玉県出身。さいたま市の大宮ジム所属。血液型A型。
格闘代理戦争 K-1Final War ゲーオーズ大将 優勝。

## 来歴
2002年、4歳から極真館で空手を始める。同年、関東大会10連覇。
2005年、7歳全日本大会準優勝を果たす。2006年、8歳全日本大会優勝。翌年9歳の時に全日本大会3位
2014年、15歳  全日本ウェイト制大会-60kg 優勝。
同年、一旦格闘技から離れ、20歳で再開。 

## 人物・エピソード
- 名前の由来は、「0(ゼロ)」から。それ以上、下がることもない、上がるだけという意味より。
- 空手を習いはじめたきっかけは｢礼儀作法と自分の身を自分で守る(または愛する人を守れる男)」になってほしいとの父からの勧めがあったため。
- 道場へ通い始めた当時は道場にて先輩の道場生にコテンパンにやられてしまい、苦い思いをしたこともしばしば。